# Bava di lumaca
La bava di lumaca è una sostanza prodotta dalle lumache, più propriamente dalle chiocciole, utilizzata da tempo in medicina e cosmetica per le sue proprietà idratanti e lenitive. La sostanza utilizzata nel settore cosmetico è la bava prodotta dalla varietà Helix aspersa, la specie di lumache più diffusa nel bacino del Mediterraneo.

## L'Helix aspersa

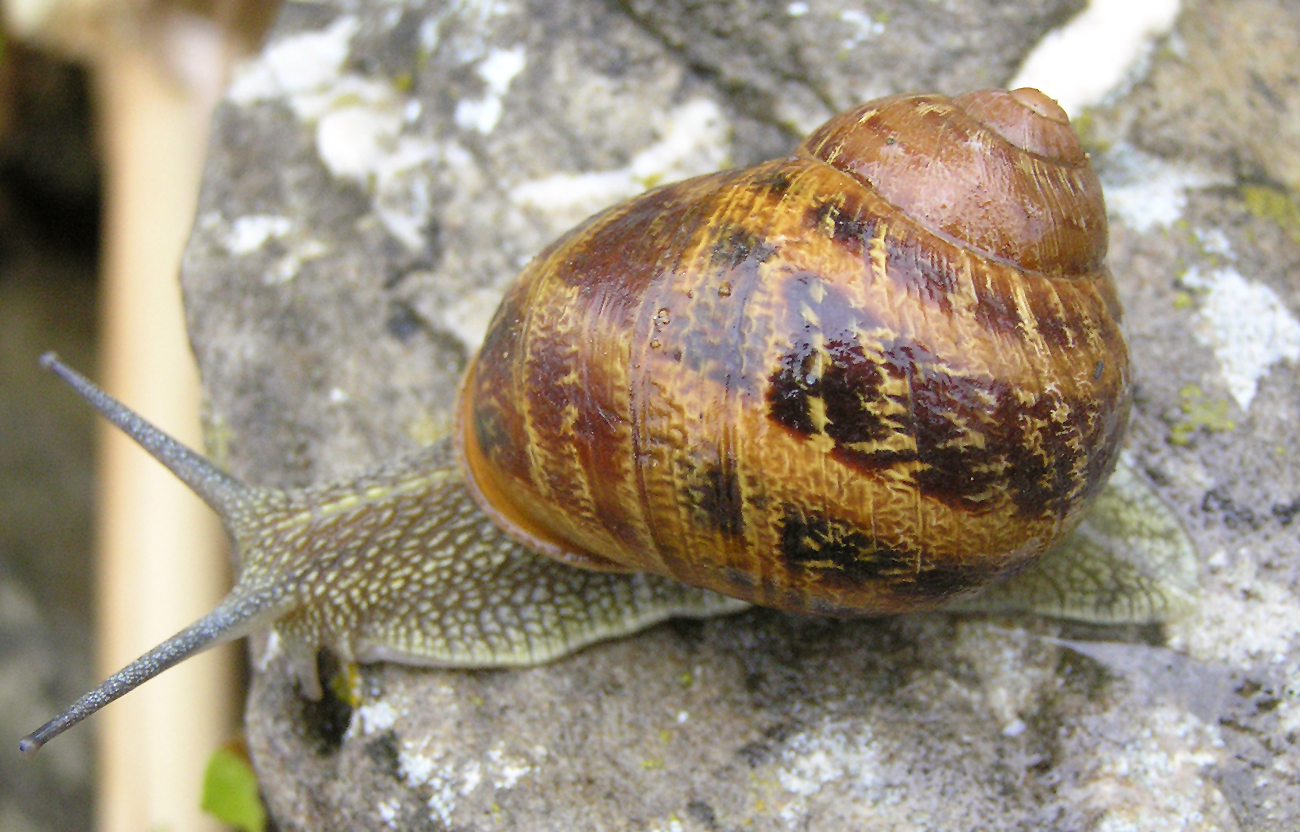
La comune lumaca da giardino Helix aspersa

La lumaca appartiene alla famiglia dei gasteropodi ed è un mollusco che si sposta mediante un piede espanso, su cui poggia l'intero corpo e che rappresenta la sua unica struttura locomotoria; il mucopolisaccaride, chiamato comunemente "bava", è una secrezione prodotta da alcune ghiandole localizzate a livello del piede.
La sostanza in questione ha un aspetto denso e gelatinoso, molto simile al muco. Le lumache producono tale sostanza quando sono in movimento, lasciando lunghe strisce chiaramente visibili: quest'abitudine ha un obiettivo ben preciso, ovvero migliorare l'aderenza alle superfici. Grazie alla bava, infatti, le lumache riescono a spostarsi anche verticalmente, poiché essa consente loro di risalire muri e pareti con grande facilità. Questa sostanza appiccicosa e vischiosa permette all'animale di lubrificare il proprio corpo, che in tal modo non risente del contatto con le superfici dure, tenendo costantemente idratato l'organismo e limitando il rischio di graffi ed abrasioni.
Inoltre, la bava costituisce anche un deterrente molto efficace contro la maggior parte dei predatori. Ogni lumaca produce in continuazione la sostanza, sebbene la secrezione possa variare d'intensità a seconda della superficie su cui avviene lo spostamento, oppure in base alla temperatura, all'umidità relativa e ad altri fattori.

## Storia
La bava di lumaca è un rimedio che affonda le proprie origini nella storia più remota e che è tornato in auge in tempi recenti, complici le ultime tendenze provenienti dal continente asiatico.
Il suo impiego non è una novità poiché, già nell'antica Grecia, Ippocrate ne sfruttava le proprietà decongestionanti e antiinfiammatorie per lenire le irritazioni e le infiammazioni della pelle. Dalla Grecia al Medioevo, la bava di lumaca ha conosciuto un largo impiego nel campo della medicina tradizionale, che la usava principalmente per curare problemi di stomaco, quali gastriti e ulcere peptiche, cicatrizzare le ferite e arrestare le emorragie.
Un altro testimone illustre dell'uso della bava di lumaca è Plinio il Vecchio, il naturalista romano che, nella sua enciclopedica "Naturalis Historia", descrive l'efficacia del muco di lumaca nel trattamento di ascessi cutanei e ulcere. Nel libro XXX, dedicato al confine tra magia e medicina, Plinio dettaglia vari rimedi per malattie della gola e del catarro, tra cui l'uso delle chiocciole. Egli suggerisce che le chiocciole, se cotte e non lavate, possono essere pestate e aggiunte al vino passito per alleviare il mal di gola e il catarro. Inoltre, menziona un rimedio curioso per il raffreddore: baciare il naso di un mulo.
Inoltre, sotto forma di sciroppo, per sciogliere il catarro e facilitarne l'eliminazione, nonché per calmare la tosse.
Il vero boom avvenne verso la metà degli anni '80 quando, in Cile, la famiglia Bascuna notò che tutti coloro che allevavano questi animali per il mercato alimentare, possedevano una pelle straordinariamente soffice e vellutata. Questa rivelazione finì col suscitare un grande interesse e così ricercatori e studiosi presero ad analizzare le proprietà della bava prodotta dalla specie Helix aspersa.
Nel giro di pochi anni, la sostanza è diventata una componente importante di molte creme e pomate, che hanno il potere di rendere la pelle più tonica e idratata, regalandole un aspetto fresco e disteso.

## Descrizione
Il muco è una sostanza gelatinosa composta da una rete di polimero che funge da strato protettivo per l'integumento e le superfici mucose sia degli animali elementari che dei mammiferi.
Il muco dei gasteropodi non viene utilizzato solo come rivestimento per coprire le superfici su cui la lumaca striscia e come copertura delle parti molli del corpo esposte, ma talvolta consente anche a una lumaca in riposo di aderire passivamente a superfici, come le rocce, creando una struttura temporanea di sigillatura chiamata epifragma. Il muco è prodotto da una grande ghiandola situata sotto la bocca della lumaca.
Il piede dei gastropodi è coperto da uno strato sottile di questo muco, che viene utilizzato per una varietà di funzioni, tra cui locomozione, aderenza, lubrificazione, respingere i predatori, riconoscere altre lumache, seguire una traccia verso una destinazione nota e durante la riproduzione. La secrezione assomiglia a una gelatina e contiene approssimativamente dal 91 al 98% di acqua in peso, a seconda della specie, combinata con una piccola quantità di glicoproteine ad alto peso molecolare (Denny, 1984). In Cornu aspersum, queste glicoproteine raggiungono pesi di 82, 97 e 175 kDa.

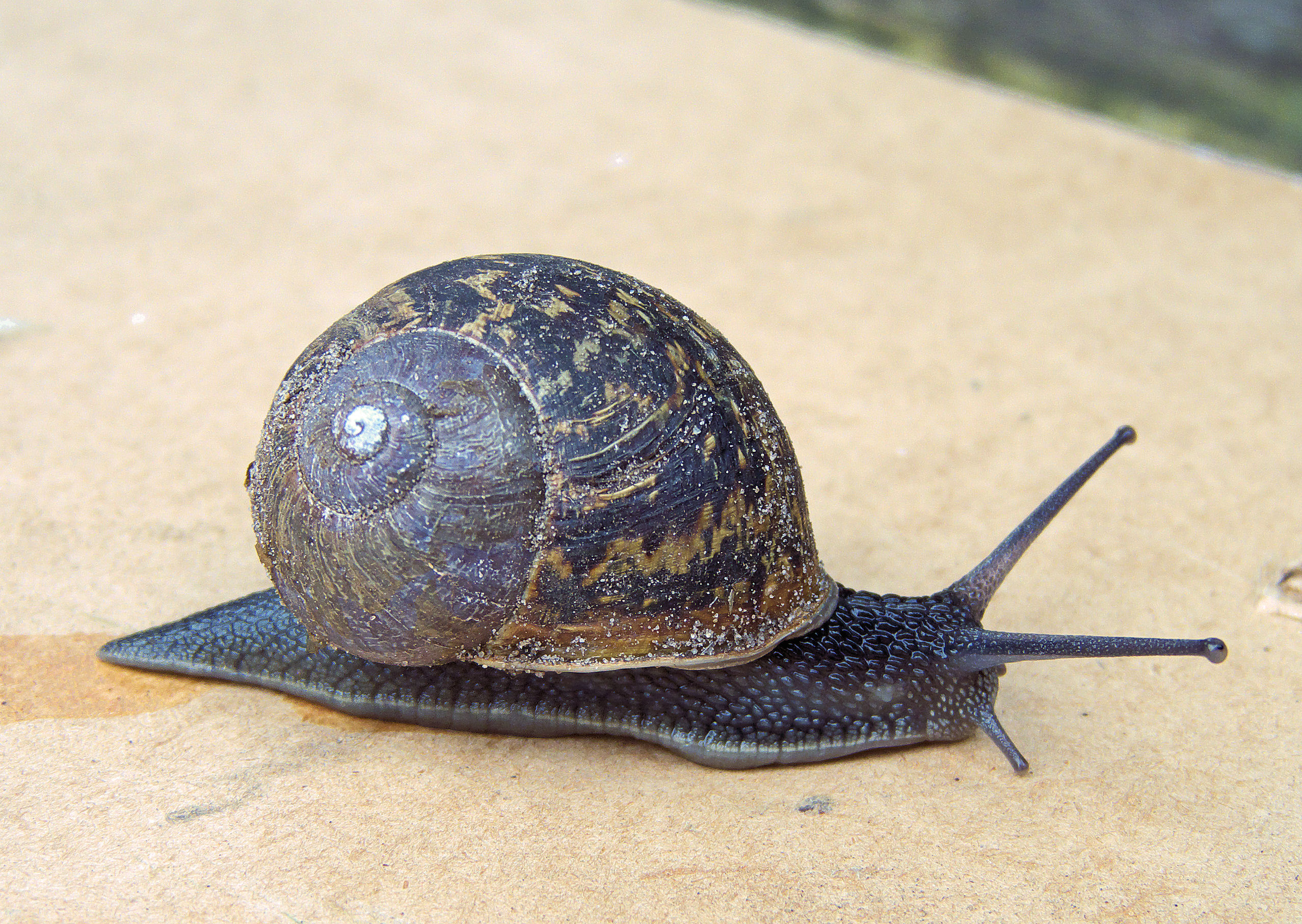
La lumaca da giardino comune Cornu aspersum

## Locomozione
La locomozione nelle lumache deriva da una serie di contrazioni muscolari chiamate onde pedalate e rilassamenti chiamati onde interne. Le onde create aiutano a spingere in avanti la lumaca mentre spinge dietro di sé lo strato sottile di muco utilizzato come lubrificante. In un articolo di Experimental Biology, è stata presentata una ricerca che mostra come ogni onda crei effettivamente una forza propulsiva utilizzando il muco per ridurre la resistenza.
I molluschi terrestri si spostano attraverso la locomozione adesiva tramite onde muscolari che si propagano dalla coda alla testa. Il muco della lumaca ha un comportamento di flusso adattato che consente la trasmissione della forza muscolare mantenendo l'adesione. Quando sono inattivi, molti molluschi di specie marine e terrestri utilizzano la secrezione per aderire a varie superfici. Tuttavia, sebbene sia così diluito che può agire comunemente come lubrificante, può anche avere forti proprietà adesive. Nel loro unico rituale di accoppiamento, Limax maximus utilizza un filo di muco per sospendersi da posizioni elevate come i rami degli alberi. In Cornu aspersum, ci sono due tipi di secrezione. Un tipo è traslucido e non adesivo, il tipo che la lumaca lascia dietro di sé mentre si muove (la scia di muco), e l'altro è simile ma più spesso, condensato, più viscoso ed elastico, ed è utilizzato per aderire a varie superfici. Entrambi sono chiaramente differenziati dal tipo di proteine presenti in essi.

## Proprietà
Le proprietà della bava di lumaca sono molteplici:
- Idratante: grazie ai mucopolisaccaridi, sostanze filmogene che hanno il potere di trattenere l'acqua sulla cute e assicurare un effetto idratante di lunga durata;
- Cicatrizzante: per l'effetto combinato di alcune sostanze, quali collagene, allantoina e vitamine;
- Lenitiva: utile per gli arrossamenti dovuti all'esposizione prolungata al sole o al freddo;
- Rigenerante e nutritiva: in virtù della forte presenza di vitamine e proteine;
- Antirughe: stimola la sintesi del collagene, dovuta all'azione dell'acido glicolico combinato con elastina, mucopolisaccaridi, vitamine e collagene;
- Anti-smagliature: per l'azione rigenerante di vitamine e proteine e a quella esfoliante dell'acido glicolico;
- Efficace contro macchie e segni dell'acne: grazie alle proprietà leviganti, esfolianti e purificanti dell'acido glicolico, ulteriormente potenziate dall'effetto lenitivo degli altri componenti.[12]

### Uso cosmetico

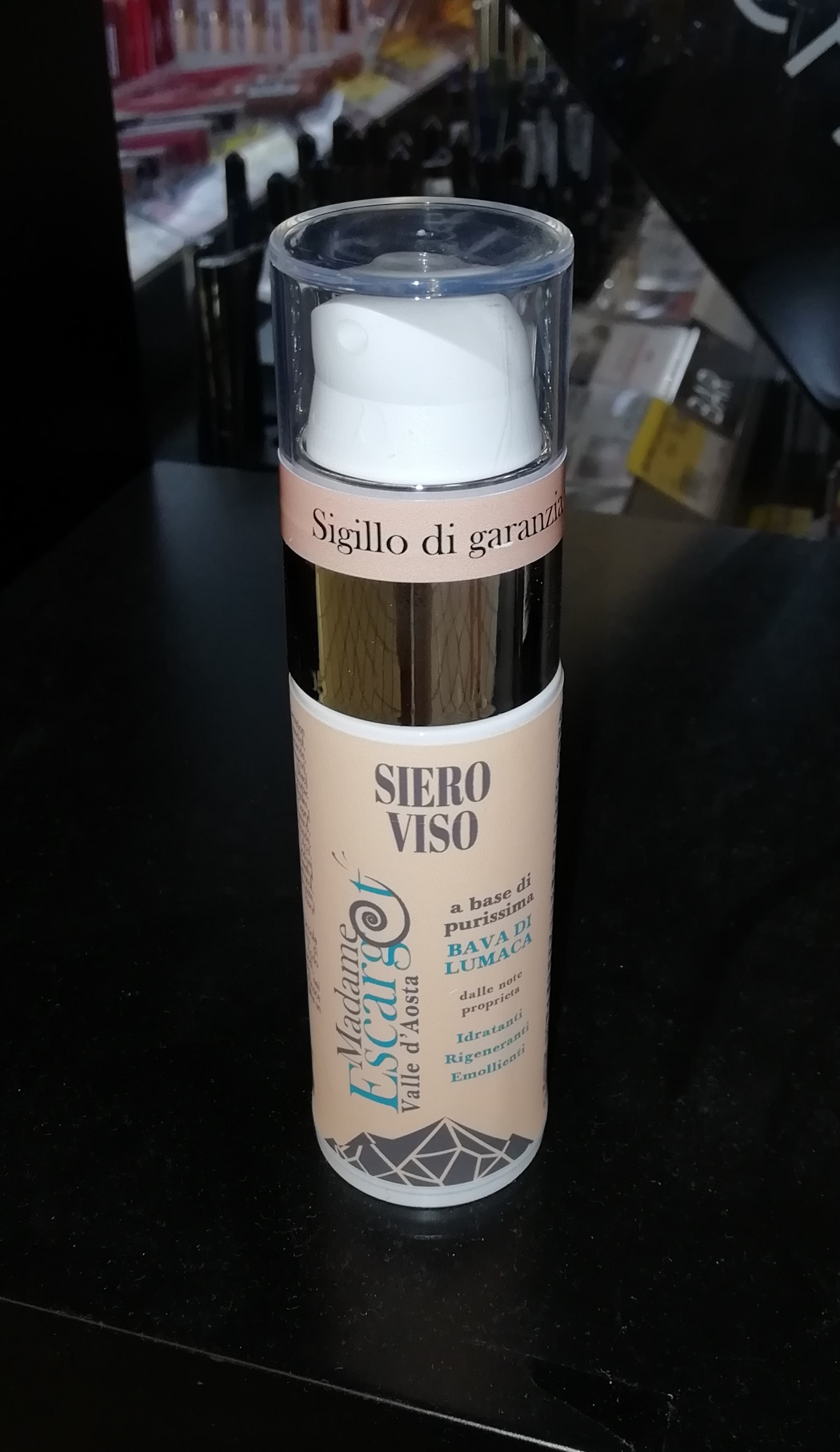
Un prodotto a base di bava di lumaca

La bava di lumaca ultimamente sta conoscendo una vera e propria riscoperta, grazie al massiccio impiego che se ne sta facendo nella preparazione di numerosi prodotti per la pelle e per i capelli, oltre che in molti tipi di cosmetici. 
Le proprietà della bava di lumaca e i suoi benefici la rendono un componente essenziale per la cura e la bellezza della pelle.
La bava di lumaca viene impiegata per i benefici offerti a capelli e pelle e per le sue potenti proprietà antiossidanti, garantite dall'elevata concentrazione di vitamina E, che costituisce l'arma principale contro l'azione dannosa dei radicali liberi e l'invecchiamento cellulare. Sono sempre di più i cosmetici che impiegano questa sostanza: le aziende produttrici ne pubblicizzano soprattutto il potere anti-invecchiamento e rassodante sulla pelle. Sostanze preziose come il collagene e l'elastina hanno il potere di rigenerare l'epidermide, rendendola più elastica, morbida e idratata. Inoltre, è stata accertata anche la sua azione regolatrice: secondo recenti studi, la bava di lumaca sarebbe in grado di normalizzare la produzione del sebo, tra i principali responsabili di inestetismi quali brufoli e punti neri.
La bava di lumaca è in grado di migliorare anche l'aspetto della pelle secca e disidratata, grazie al potere idratante e alle sostanze filmogene in essa contenute, che limitano l'evaporazione dell'acqua. Inoltre, l'acido glicolico presente in essa è noto per le sue spiccate proprietà purificanti, essendo in grado di coadiuvare l'azione rigenerante dei trattamenti esfolianti.
I risultati offerti dai vari cosmetici presenti sul mercato possano variare in base alle quantità e alla concentrazione di questa sostanza.
La bava di lumaca è reperibile sotto forma di gel e creme e può essere applicata direttamente sulle aree del corpo che si vuol trattare. I prodotti dedicati ai capelli, invece, si basano su soluzioni create per migliorare l'elasticità, l'idratazione e lo spessore dei capelli secchi e sfibrati.

### Uso oftalmico
Per il suo elevato contenuto di mucopolisaccaridi, che le conferiscono proprietà idratanti e per le sue azioni cicatrizzanti e lenitive, preparati di secreto di lumaca purificati ed apirogeni sono stati impiegati in soluzione acquosa al 10% come colliri per il trattamento di disturbi della superficie oculare (es. occhio secco).

### Uso orale
Grazie a degli enzimi che le conferiscono proprietà fluidificanti ed espettoranti, il secreto di lumaca viene impiegato nella preparazione di sciroppi come rimedio naturale per combattere la tosse grassa facilitando l'espulsione del catarro dalle vie respiratorie.

## L'elicicoltura: allevamento ed estrazione della bava
Con il termine elicicoltura si identificano gli allevamenti naturali effettuati sia al chiuso che all'aperto. Se agli albori lo scopo di questa pratica era prettamente alimentare, in seguito gli allevatori si sono focalizzati sull'estrazione della bava e la vendita di questa sostanza alle aziende attive nel settore cosmetico.
Nella maggior parte dei casi, gli allevamenti attuali vengono realizzati all'aperto, impiegando stimolazioni di tipo manuale e non più elettrico, come avveniva in passato. Al momento dell'estrazione della bava, le lumache vengono raccolte, ripulite dai residui di terreno e collocate all'interno di particolari tinozze, entro le quali viene raccolta questa preziosa sostanza. Dentro questi recipienti, gli animali vengono delicatamente spostati, in modo da stimolare la secrezione della bava. Una volta colmato il fondo del recipiente, le lumache vengono spostate, lavate e ricollocate nell'allevamento. In un secondo momento, la bava viene microfiltrata e usata per la produzione di medicinali e cosmetici. I coltivatori di lumache sono in netto aumento, così come lo sono le aziende cosmetiche che utilizzano questa sostanza.
Il procedimento è ciclico e viene effettuato usando molluschi sempre differenti, in modo da non ledere l'integrità dell'animale.